# Stranglehold (Lied)
Stranglehold (englisch für „Würgegriff“) ist ein Lied des britischen Musikers Paul McCartney, das 1986 als Single A-Seite veröffentlicht wurde. Komponiert wurde es von Paul McCartney und Eric Stewart.

## Hintergrund
Stranglehold ist der erste Song, der für das Album Press to Play aufgenommen wurde, und das Eröffnungslied des Albums. Das Lied wurde zusammen mit dem ehemaligen 10cc-Gitarristen Eric Stewart geschrieben. Paul McCartney sagte im Oktober 1986 gegenüber dem Sound on Sound Magazin über die Entstehung des Liedes: „Ich kannte Eric schon in den Sechzigern, als er bei The Mindbenders mitspielte. Er, Linda und ich fingen an, Harmonien auf Tug of War und Pipes of Peace zu spielen... Es fing ganz beiläufig mit Eric an, ich sagte nur: 'Hast du Lust, eines Tages vorbeizukommen, um ein paar Sachen auszuprobieren?' Wir fingen mit "Stranglehold" an, setzten rhythmische Worte ein, verwendeten Texte wie eine Bongo, um die Worte zu akzentuieren. Wir haben beide die Erfahrung genossen und dann gemeinsam die sechs Songs geschrieben, die auf dem Album zu hören sind...“
Auch Stewart stand der Aufnahme ursprünglich positiv gegenüber: „Es klang großartig mit nur Paul am Bass, mir an der elektrifizierten Akustikgitarre und Jerry [Marotta] am Schlagzeug. Ich ging nach Hause und fühlte mich sehr, sehr glücklich und bekam einen Anruf, den meine Frau Gloria entgegennahm. Es war Paul und er sagte: 'Sag dem Kerl von dir, dass er verdammt gut ist und ich freue mich wirklich auf morgen!'“ Im Nachhinein änderte Eric Stewart seine Meinung und sagte in 2017 gegenüber dem FarOut Magazin: „Gott weiß, was passiert ist, aber als es fertig war, waren vier Produzenten involviert und sie hatten diese Songs vermasselt, wie 'Angry', sie total verändert, ein großartiger Song namens 'Stranglehold', ein wunderschöner Song, den wir zusammengeschrieben hatten, vermasselte alles mit scheppernden Saxophonen, die sich durch die Strophen zogen.“
Stranglehold war in den USA die zweite Singleauskopplung aus dem Album Press to Play und erreichte Platz 81 in den Charts. In Deutschland und Großbritannien wurde die Single nicht veröffentlicht, stattdessen erschien dort Pretty Little Head als Single.
Für das Lied Stranglehold wurde am 4. November 1986 in Amado (in der Nähe von Nogales), Arizona ein Musikvideo unter der Regie von Bob Giraldi produziert. In dem Video spielt McCartney mit einer Band, bestehend aus Duane Sciacqua (E-Gitarre), Jerry Marotta (Schlagzeug), Lennie Pickett (Baritonsaxophon), Neil Jason (Bass), Alex Foster (Baritonsaxophon) und Stan Harrison (Altsaxophon) im Cactus Club im Süden der USA. Für die Videoversion wurde ein alternatives Saxophonsolo verwendet.

## Aufnahme

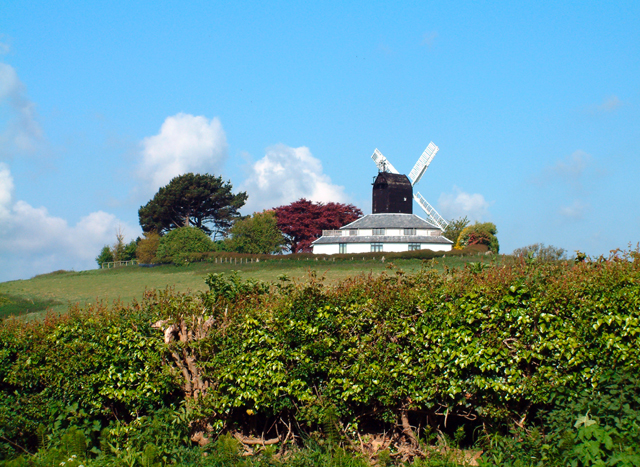
Im Hogg Hill Mill Studio wurden die Aufnahmen eingespielt

Die Aufnahmesessions für Stranglehold fanden im März bis Mai 1985 in McCartneys eigenem Hogg Hill Mill Studio in Sussex statt, wobei Hugh Padgham und Paul McCartney als Produzenten fungierten. Overdubs erfolgten zwischen 1. Oktober und 6. Dezember 1985, die Abmischung zwischen dem 14. und 18. April 1986, beides wiederum im Hogg Hill Mill Studio.
Besetzung:
- Paul McCartney: Gesang, E-Gitarre, Akustikgitarre, Bassgitarre
- Eric Stewart: Akustikgitarre, Hintergrundgesang
- Jerry Marotta: Schlagzeug
- Gary Barnacle und Dick Morrissey: Saxophon

## Coverversionen
Es gibt keine bekannte Coverversion von Stranglehold.

## Veröffentlichung
- Die Singleauskopplung Stranglehold / Angry (Remix) erfolgte am 29. Oktober 1986. Die neue Abmischung von Angry erfolgte von Larry Alexander.[5] In den USA wurden 7″-[6] und 12″-Vinyl-Promotionsingles[7] hergestellt, die auf beiden Seiten die normale Singleversion enthalten. Weiterhin erschien eine 12″-Vinyl-Promotionsingle, die auf beiden Seiten Angry als LP-Version enthält.[8]
- Am 9. August 1993[9] wurde die CD Press to Play in einer von Peter Mew remasterten Version mit zwei weiteren Bonusstücken veröffentlicht.[10]
- Am 2. Dezember 2022 wurde die Singlebox The 7″ Singles Box veröffentlicht, die auch Stranglehold enthält.